# Opdragelse
Opdragelse er en proces, der støtter udviklingen af et menneske med en bevidst hensigt. Det handler især om at udvikle børns personlighed gennem videregivelse af viden, adfærds- og værdinormer m.m.
Begrebet ‘opdragelse’ bliver oftest brugt, hvor den opdragende har større indsigt og overblik end den, der opdrages: Fx forældre der opdrager børn. Eller nedsættende: "Hun følte sig opdraget af sin mand". Opdragelse søger mål eller 'værdier som forældre søger at videregive, så børnene enten bliver selvstændige, opfører sig hensigtsmæssigt eller deltager på en bestemt måde i samfundet.[kilde mangler]
Opdragelse er historisk knyttet tæt til familien som udgangspunkt, men efterhånden mere og mere med skole og stat som partner. I særlige tilfælde medvirker staten i opdragelsen af hele befolkninger. Den tanke findes allerede hos Platon, og den udgør i varierende grad en del af den moderne pædagogik og af den moderne forståelse af national- og velfærdsstatens opgaver. I nogle tilfælde bliver denne opdragelse meget omfattende. Det ses i totalitære stater som Sovjetunionen og Det Tredje Rige.[kilde mangler]
Forældreopdragelse er et begreb, som kan indebære social arv, kulturelle og sociale normer, samfundsværdier og egne holdninger om, hvordan man bør være eller opføre sig. Før i tiden var især borgerlig forældreopdragelse ofte knyttet til begrebet ‘pli’, som dækker god opførsel, taktfølelse og anstand. I dag har forældreopdragelse større fokus på selvrealisering og selvbestemmelse. Ifølge Ross Greene må der her lægges mindre vægt på disciplin og skældud.
Opdragelseshjem var særlige institutioner, der varetog opdragelse, hvis forældrene ikke kunne. I Oluf Skjerbæks bog om emnet anføres: "Ved opdragelseshjem forstås sædvanlig institutioner for fællesopdragelse af børn og unge, som på grund af deres egen vanskelighed eller på grund af uheldige forhold i det naturlige hjem ikke kan opdrages i dette". I dag bruger man i stedet betegnelsen skole- eller børnehjem.
De moderne tanker om opdragelse er ifølge flere forfattere opstået i det 18. og 19. århundrede. Den moderne opdragelse er kendetegnet ved, at man ikke bare videregiver normer men også fokuserer på at skabe individer.

## Laissez faire-opdragelse
Laissez faire-opdragelse er en kritisk betegnelse for en opdragelse, der lader barnet gøre, hvad det har lyst til, uden eller næsten uden indgriben. Årsagen kan enten være forældrenes egen opdragelse i barndommen, en ideologisk overbevisning om ikke at ville gribe ind, eller social magtesløshed. Der er almindelig enighed om, at forældre ved denne form for opdragelse svigter børnene, fordi de ikke påtager sig forældrerollen.[kilde mangler]